# Витче
Витче — озеро на территории Костомукшского городского округа Республики Карелии.

## Общие сведения
Площадь озера — 1,5 км², площадь водосборного бассейна — 7,88 км². Располагается на высоте 136,0 метров над уровнем моря.
Форма озера лопастная, продолговатая: оно вытянуто с северо-востока на юго-запад. Берега каменисто-песчаные,
С юго-восточной стороны озера вытекает безымянный водоток, втекающий в реку Вуокинйоки, которая впадает в реку Судно. Последняя впадает в озеро Верхнее Куйто.
Код объекта в государственном водном реестре — 02020000811102000004203.